# Loxagrotis
Loxagrotis là một chi bướm đêm thuộc họ Noctuidae, hiện tại nó được coi là một phân chi của Dichagyris.

## Loài
- Dichagyris acclivis (Morrison, 1875)
- Dichagyris albicosta (Smith, 1888)
- Dichagyris capnota (Smith, 1908)
- Dichagyris grotei Franclemont & Todd, 1983
- Dichagyris kyune (Barnes, 1904)
- Dichagyris neoclivis (Smith, 1888)
- Dichagyris proclivis (Smith, 1888)
- Dichagyris salina (Barnes, 1904)
- Dichagyris socorro (Barnes, 1904)
- Dichagyris timbor (Dyar, 1919)

## Former species
- Loxagrotis serano is now Richia serano (Smith, 1910)